# Premio Kiriyama
Il Premio Kiriyama è stato un premio letterario internazionale per libri di scrittori del sud-est asiatico e del pacific rim.

## Storia
Nato con l'intento di sviluppare la letteratura dei paesi che si affacciano sul Pacifico il premio è stato istituito nel 1996 e assegnato per l'ultima volta nel 2008.
Il premio consisteva in una somma di 30.000 dollari americani, da dividere equamente in due categorie: fiction e non fiction. per i primi tre anni l'assegnazione è stata unica senza suddivisione in categorie.

## Caratteristiche
Per essere eleggibili al premio il libro deve trattare aspetti della vita e della cultura di almeno una delle quattro subregioni di cui si divide la barriera pacifica: Pacifico settentrionale, Pacifico meridionale e Sudest asiatico, Americhe e subcontinente indiano. 
Il libro deve essere scritto in inglese o deve essere tradotto in tale lingua per poter partecipare. I candidati dovevano presentarsi entro ottobre e due giurie di cinque giudici ciascuna (una per ognuna delle due categorie) valuta il vincitore, annunciato in febbraio.

## Vincitori[3]
- 1996
  - Alan Brown — Audrey Hepburn's Neck
- 1997
  - Patrick Smith — Japan: A Reinterpretation
- 1998
  - Ruth L. Ozeki — Carne
- 1999
  - Cheng Ch’ing-wen — Three-Legged Horse (fiction)
  - Andrew X. Pham — Catfish and Mandala: A Two-Wheeled Journey through the Landscape and Memory of Vietnam (nonfiction)
- 2000
  - Michael Ondaatje — Lo spettro di Anil (fiction)
  - Michael David Kwan — Things That Must Not Be Forgotten: A Childhood in Wartime China (nonfiction)
- 2001
  - Patricia Grace — Dogside Story (fiction)
  - Peter Hessler — River Town: Two Years on the Yangtze (nonfiction)
- 2002
  - Rohinton Mistry — Questioni di famiglia (fiction)
  - Pascal Khoo Thwe — From the Land of Green Ghosts (nonfiction)
- 2004
  - Shan Sa — La giocatrice di Go (fiction)
  - Inga Clendinnen — Dancing with Strangers (nonfiction)
- 2005
  - Nadeem Aslam — Maps for Lost Lovers (fiction)
  - Suketu Mehta — Maximum City: Bombay Lost and Found (nonfiction)
- 2006[4]
  - Luís Alberto Urrea — La figlia della curandera (fiction)
  - Piers Vitebsky — The Reindeer People (nonfiction)
- 2007
  - Haruki Murakami — I salici ciechi e la donna addormentata (fiction) (Il premio non fu ritirato da Murakami per motivi personali[5])
  - Greg Mortenson e David Oliver Relin — Three Cups of Tea (nonfiction)[6]
- 2008
  - Lloyd Jones — Mister Pip (fiction)
  - Julia Whitty — The Fragile Edge: Diving and Other Adventures in the South Pacific (nonfiction)